# Уявні друзі (фільм)
«Уявні друзі» (англ. IF, від англ. imaginary friends) — американська фентезійна комедія, написана, зрежисована і спродюсована Джоном Кразінські. У ролях: Раян Рейнольдс, Джон Кразінські, Кейлі Флемінґ, Фіона Шоу, Фібі Воллер-Брідж та Стів Карелл.

## Синопсис
У фільмі розповідається про юну дівчину та її сусіда, які можуть бачити уявних друзів інших людей.

## Акторський склад
| Актор           | Роль             |
| --------------- | ---------------- |
| Кейлі Флемінґ   | Беа              |
| Раян Рейнольдс  | Кел сусід зверху |
| Джон Кразінські | батько Беї       |
| Фіона Шоу       | бабуся Беї       |
| Алан Кім        | Бенджамін        |
| Боббі Мойнахан  | Джеремі          |

### Голосовий акторський склад
| Актор                 | Роль                       |
| --------------------- | -------------------------- |
| Стів Карелл           | Блу фіолетовий пухнастик   |
| Фібі Воллер-Брідж     | Блоссом метелик            |
| Луїс Госсетт молодший | Льюїс ведмідь              |
| Емілі Блант           | Уні єдиноріг               |
| Метт Деймон           | Санні соняшник             |
| Мая Рудольф           | Еллі алігатор              |
| Аквафіна              | Поп бульбашка              |
| Сем Роквелл           | супергеройський пес        |
| Себастьян Маніскалко  | миша-чарівник              |
| Крістофер Мелоні      | Космо                      |
| Річард Дженкінс       | анімаційна фігура          |
| Блейк Лайвлі          | восьмикіт                  |
| Джордж Клуні          | астронавт                  |
| Метью Ріс             | привид                     |
| Бредлі Купер          | склянка крижаної води      |
| Емі Шумер             | мармеладний ведмедик       |
| Кіген-Майкл Кі        | слайм                      |
| Бред Пітт             | Кіт, невидимий уявний друг |
| Джон Стюарт           | робот                      |

### Український дубляж
Режисер дубляжу – Світлана Шекера, перекладач – Олеся Запісочна. Студія – Постмодерн

- Бі – Єсенія Селезньова,
- Чоловік Зверху – Дмитро Гаврилов,
- Блу – Назар Задніпровський,
- Квіточка – Катерина Брайковська,
- Тато – Юрій Кудрявець,
- Бабуся – Олена Узлюк,
- Луїс – Євген Пашин,
- Бенджамін – Ілля Локтіонов,
- Єдиноріжка – Даша Квіткова,
- Джеремі – Роман Солошенко,
- Космо – Роман Чорний,
- Учитель – Роман Молодій,
- Алі – Вікторія Білан,
- Дженет – Катерина Качан,
- Мала Бі – Яна Кривовʼяз,
- Банан – Володимир Терещук,
- Сонях – Дмитро Терещук,
- Мишеня – Сергій Гутько,
- Кубик Льоду – В’ячеслав Скорик,
- Привид – Олександр Шевчук,
- Робот – Петро Сова,
- Космонавт – Кирило Татарченко.

А також: Майя Ведернікова, Аліна Проценко, Надія Хільська, Вʼячеслав Дудко, Едуард Кіхтенко, Віталій Ізмалков, Максим Запісочний.

## Виробництво
У жовтні 2019 року Paramount Pictures обійшла Lionsgate та Sony, щоб отримати права на «Уявних друзів», проєкт Джона Кразінські та Раяна Рейнольдса, де Красінські виступить сценаристом і режисером. У травні 2021 року Sunday Night Productions Красінського та Maximum Effort Рейнольдса уклали угоди про прем'єрний показ з Paramount. У жовтні 2021 року до акторського складу приєдналися Фібі Воллер-Брідж і Фіона Шоу. У січні 2022 року до акторського складу приєдналися Стів Карелл, Алан Кім, Кейлі Флемінґ і Луї Госсетт молодший. Голосовий акторський склад і синопсис фільму були оголошені у квітні 2023 року на CinemaCon 2023.

### Зйомки
Основні зйомки розпочалися 31 серпня 2022 року з оператором Янушем Камінським і були завершені на початку травня 2023 року.

## Музика
У січні 2024 року Кразінські повідомив, що музику до фільму написав Майкл Джаккіно.

## Випуск
Вихід фільму у кінотеатральний прокат відбувся 17 травня 2024 року компанією Paramount Pictures. Спочатку він був запланований на 17 листопада 2023 року та 24 травня 2024 року.